# Baixo peso de nascimento

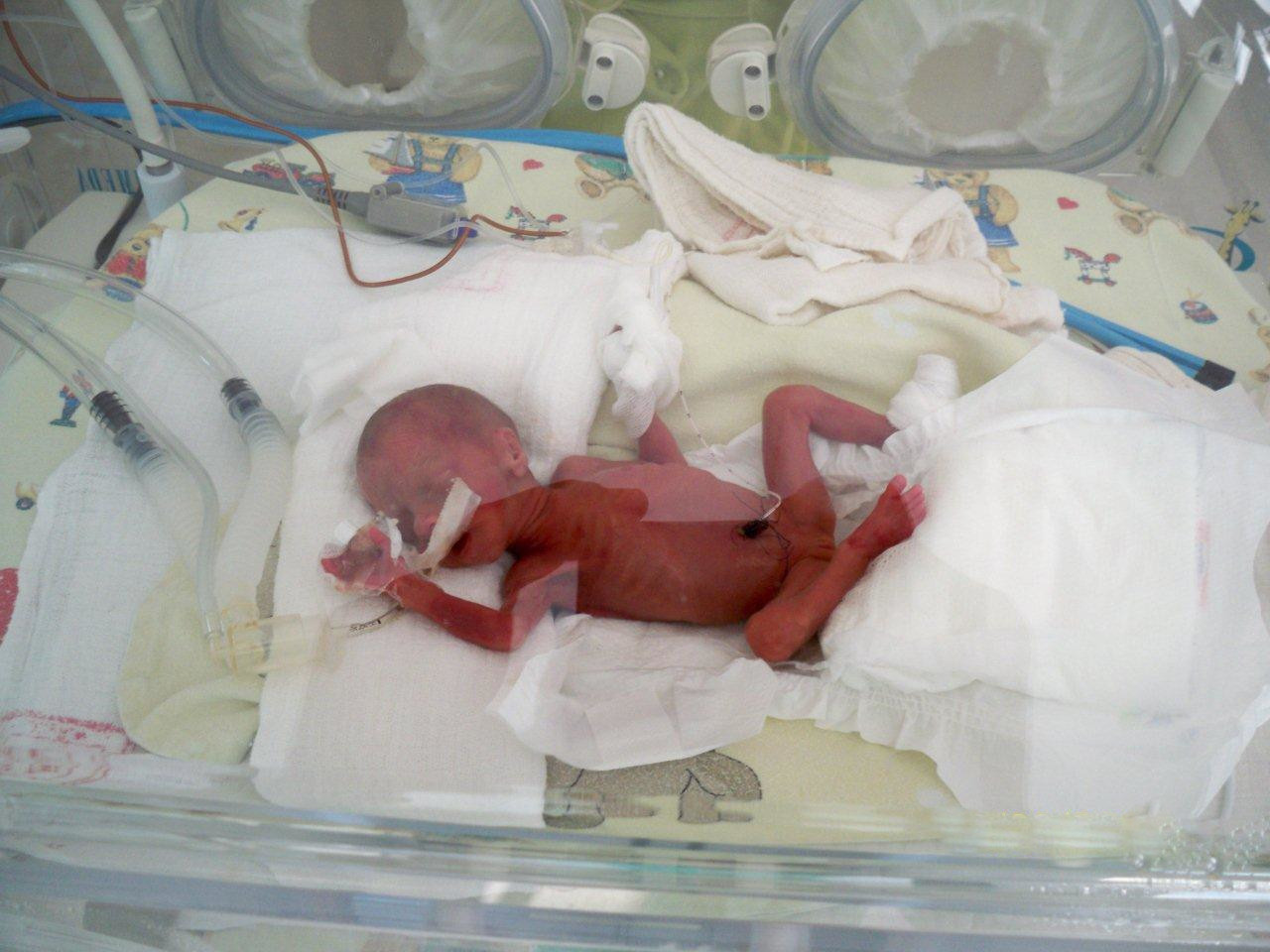
O baixo peso ao nascer pode ser resultado de parto prematuro.

O baixo peso ao nascer (BPN) é definido pela Organização Mundial da Saúde como o peso ao nascer de uma criança de 2,499 g (5 lb 8.1 oz) ou menos, independentemente da idade gestacional . Os bebés nascidos com BPN têm riscos adicionais à saúde que requerem um tratamento rigoroso, geralmente numa unidade de terapia intensiva neonatal (UTIN). Eles também apresentam risco acrescido para problemas de saúde de longo prazo que requerem acompanhamento ao longo do tempo.

## Classificação
O peso ao nascer pode ser classificado como:
- Peso normal: 2,500–4,200 g (5 lb 8 oz–9 lb 4 oz)
- Baixo peso ao nascer: menos de 2,500 g (5 lb 8 oz)
- Muito baixo peso ao nascer: menos de 1,500 g (3 lb 5 oz)
- Extremo baixo peso ao nascer: menos de 1,000 g (2 lb 3 oz)